# Jubilation
Jubilation es el duodécimo y último álbum de estudio del grupo norteamericano de rock The Band. Grabado durante la primavera de 1998 en el estudio personal de Levon Helm en Woodstock, Nueva York, sería publicado el 15 de septiembre de 1998.
Por primera y única vez en la carrera musical del grupo tras su reestructuración, y a diferencia de los dos anteriores álbumes de estudio, Jericho y High on the Hog, Jubilation tiene más composiciones recientes que versiones de otras canciones. Entre los nuevos temas se incluyen "Last Train to Memphis", con la colaboración del guitarrista Eric Clapton, el instrumental "French Girls", de Garth Hudson, "High Cotton", de Rick Danko, y la oda a Ronnie Hawkins "White Cadillac".
Sólo en un tema, "If I Should Fail", los seis miembros del grupo participarían durante la grabación: Helm y Danko no aparecen en todos los temas, mientras el guitarrista Jim Weider tampoco colaboraría en otros dos. Por otra parte, Richard Bell es reemplazado por el productor Aaron Hurwitz al piano en gran parte de las canciones, mientras amigos y familiares de los músicos ayudarían en la grabación del resto de los temas.
En 2003, Intersound Records reeditaría Jubilation dentro de la serie Original Artist Hit List, con un diseño de portada distinto.

## Lista de canciones
1. "Book Faded Brown" (Paul Jost) - 4:12
2. "Don't Wait" (The Band/Kevin Doherty/Levon Helm) - 4:09
3. "Last Train To Memphis" (The Band/Bobby Charles/Levon Helm) - 4:06
4. "High Cotton" (Rick Danko/Levon Helm/Tom Pacheco) - 3:25
5. "Kentucky Downpour" (The Band/Marty Grebb/Levon Helm) - 4:26
6. "Bound By Love" (John Hiatt) - 3:22
7. "White Cadillac (Ode to Ronnie Hawkins)" (Randy Ciarlante/Levon Helm/Jim Weider) - 3:38
8. "If I Should Fail" (Rick Danko/Tom Pacheco) - 3:56
9. "Spirit of the Dance" (Randy Ciarlante/Rick Danko/Levon Helm/Jim Weider) - 5:05
10. "You See Me" (Allen Toussaint) - 4:36
11. "French Girls" (Garth Hudson) - 2:07

## Personal

### The Band
- Rick Danko: bajo, contrabajo, guitarra acústica y voz
- Levon Helm: batería, percusión, armónica, mandolina y voz
- Garth Hudson: teclados, órgano, acordeón, piano, sintetizadores, percusión y saxofones soprano, alto y tenor
- Randy Ciarlante: batería, percusión y voz
- Jim Weider: guitarra, mandolina, dobro y voz
- Richard Bell: teclados, órgano, piano y voz

### Otros músicos
- Aaron Hurwitz: piano, órgano, acordeón, coros y producción
- Tom Malone: trombón, trompeta y saxofón barítono
- Eric Clapton: guitarra
- John Hiatt: guitarra y voz
- Bobby Charles: percusión y coros
- Marie Spinosa: percusión y coros
- Marty Grebb: percusión y coros
- Jim Eppard: guitarra tenor y mandolina
- Mike Dunn: bajo
- Kevin Doherty: coros
- Amy Helm: coros
- Maud Hudson: coros